# クルーガードープ自然公園
クルーガードープ自然公園（英語、Krugersdorp Game Reserve）は、南アフリカ共和国ヨハネスブルグ付近に設置されている公園である。なお、同じく南アフリカ共和国のクルーガー国立公園とは異なる。

## 地理
クルーガードープ自然公園は南緯26度6.36分 東経27度43.44分 / 南緯26.10600度 東経27.72400度座標: 南緯26度6.36分 東経27度43.44分 / 南緯26.10600度 東経27.72400度付近に位置する。ここはヨハネスブルグから西へ約30 kmほどの場所であり、ヨハネスブルグ市街中心部からでも自動車ならば40分程度で来られる。なお、付近にはクルーガードープの町がある。

## 園内

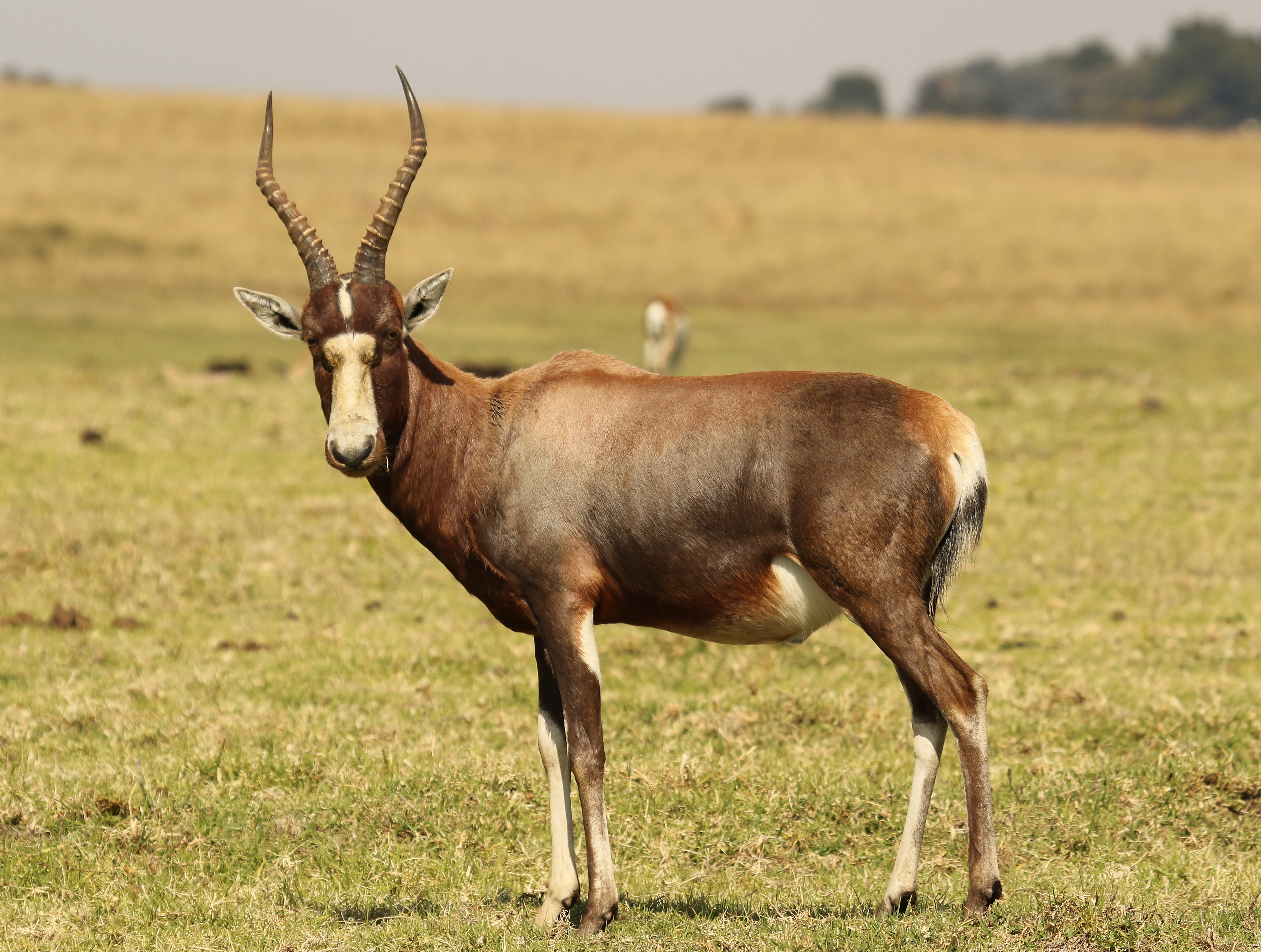
園内

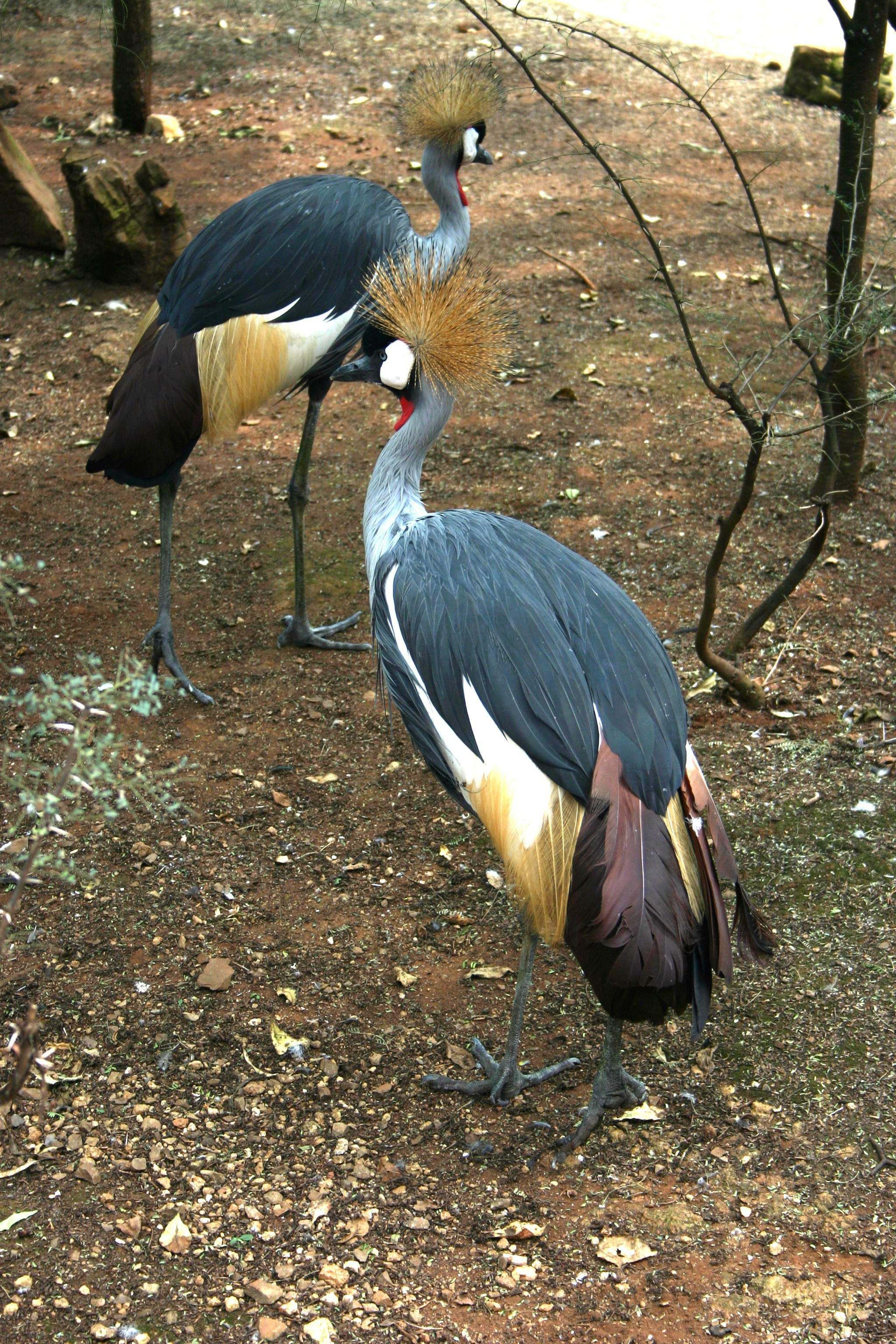
園内

クルーガードープ自然公園の面積は約14 km2である

。
バードウォッチングが可能であり、渡り鳥も含めると、園内では200種類以上の鳥類が観察された記録が残っている。また、少なくとも10種類を超える哺乳類も見られる。時に大型哺乳類の姿も見られる。この他に、園内の約10 km2の土地を柵で囲っており、その中にライオンを住まわせている。来園者は園内を自動車で移動できる他に、乗馬での移動も可能である。